# 6 км (зупинний пункт, Криворізька дирекція Придніпровської залізниці)
6 кілометр — пасажирська зупинна залізнична платформа Криворізької дирекції Придніпровської залізниці.
Розташована між с. Волочаївка П'ятихатський район та с. Гомельське, Криворізький район, Дніпропетровської області  на лінії Савро — Рядова між станціями Савро (6 км) та Рядова (4 км).
На платформі зупиняються приміські електропоїзди.